# Камін

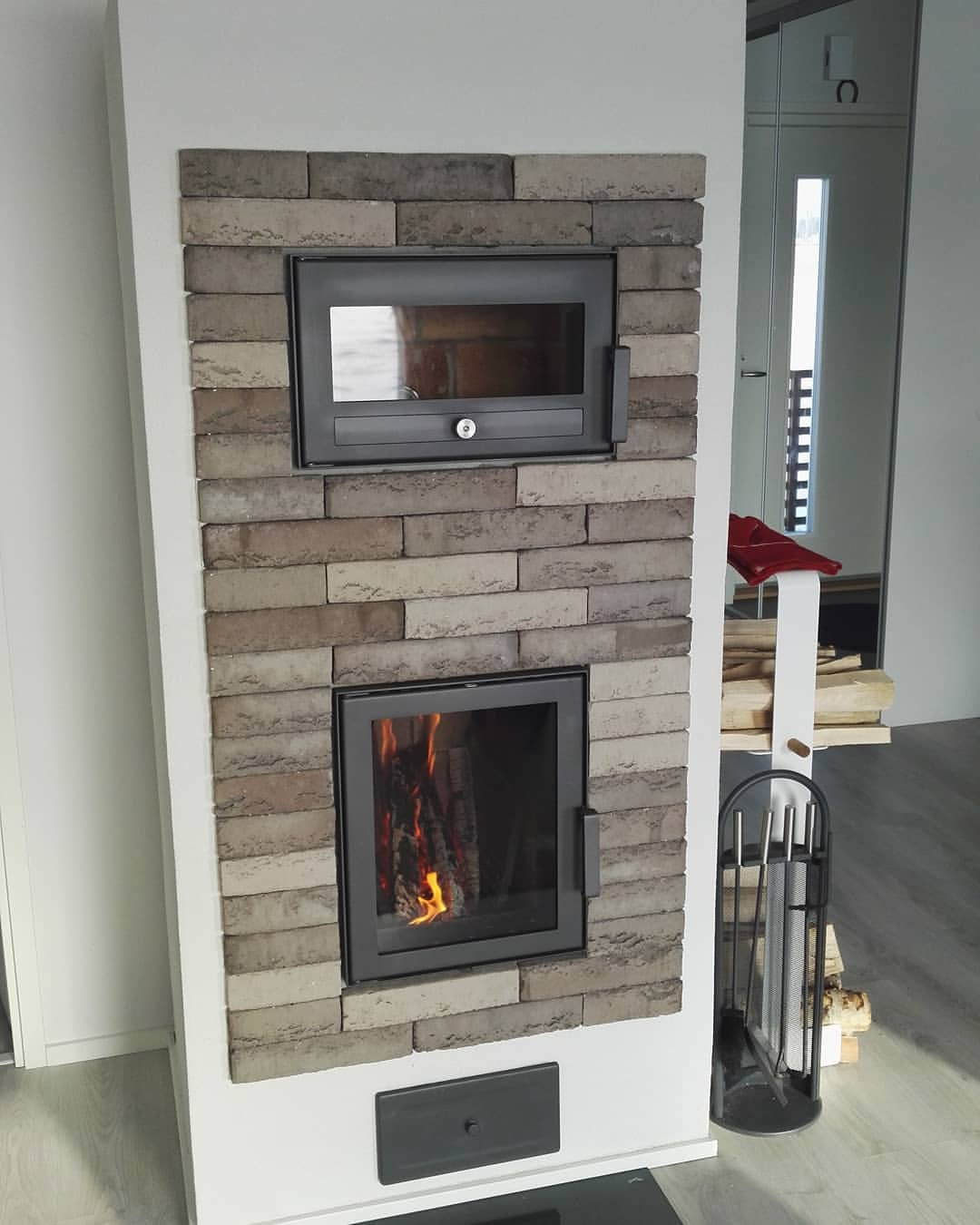
Камін в Фінляндії.

Камі́н, комино́к, діал. зах. ватра́н — пристрій, щоб опалювати будинок. Складається з містини, щоб накладати дрова й димаря, що крізь нього з містини для опалювання виходить дим. Також існують коминки електричні й декоративні, що слугують лише для оздоблення інтер'єру.
Порівняно з печами, що мали поширення в Україні — каміни менш досконалі і їх тепловіддача не перевищує 15-20 %.

## Історія
Слова камін і коминок мають спільне походження: від сер.-в.-нім. kamin < лат. camīnus < грец. κάμινος («вогнище»). Варіант «коминок» («комин») запозичений через посередництво пол. komin, варіант «камін» — через посередництво нім. Kamin.
У старовину камін слугував не тільки для опалення, але й для приготування їжі, в ньому встановлювався регульований гак для казана.
За часів лицарства величезні каміни крім обігріву приміщень і приготування вражаючої кількості різних страв виконували роль подіуму для головної фамільної картини.

## Класифікація
Застосовуються такі типи камінів:
- Закриті (вбудовані в капітальні стіни).
- Напіввідкриті (прибудовані до стіни).
- Відкриті (вільно стоять)

Закриті каміни мають топковий простір і димар в масиві стіни. Їх перевага в тому, що вони практично не займають корисної площі приміщення. Напіввідкриті каміни не пов'язані з конструкцією стін, димоходи можуть бути влаштованими всередині стіни або прибудовані до стіни.
Відкриті каміни стоять на середині приміщення, володіють певними естетичними і декоративними властивостями, вони ефективні в експлуатації і прості у виготовленні, тепло розподіляється на всі боки. Але такі каміни займають велику площу.
За конструкцією та розташуванням:
- англійський (закритий, розташований у ніші)
- відкритий (швейцарський, розташований посередині помешкання)
- напіввідкритий (поряд зі стіною приміщення, але конструктивно зі стіною не пов'язаний)
- камін Рамфорда
- коминок з водяною сорочкою

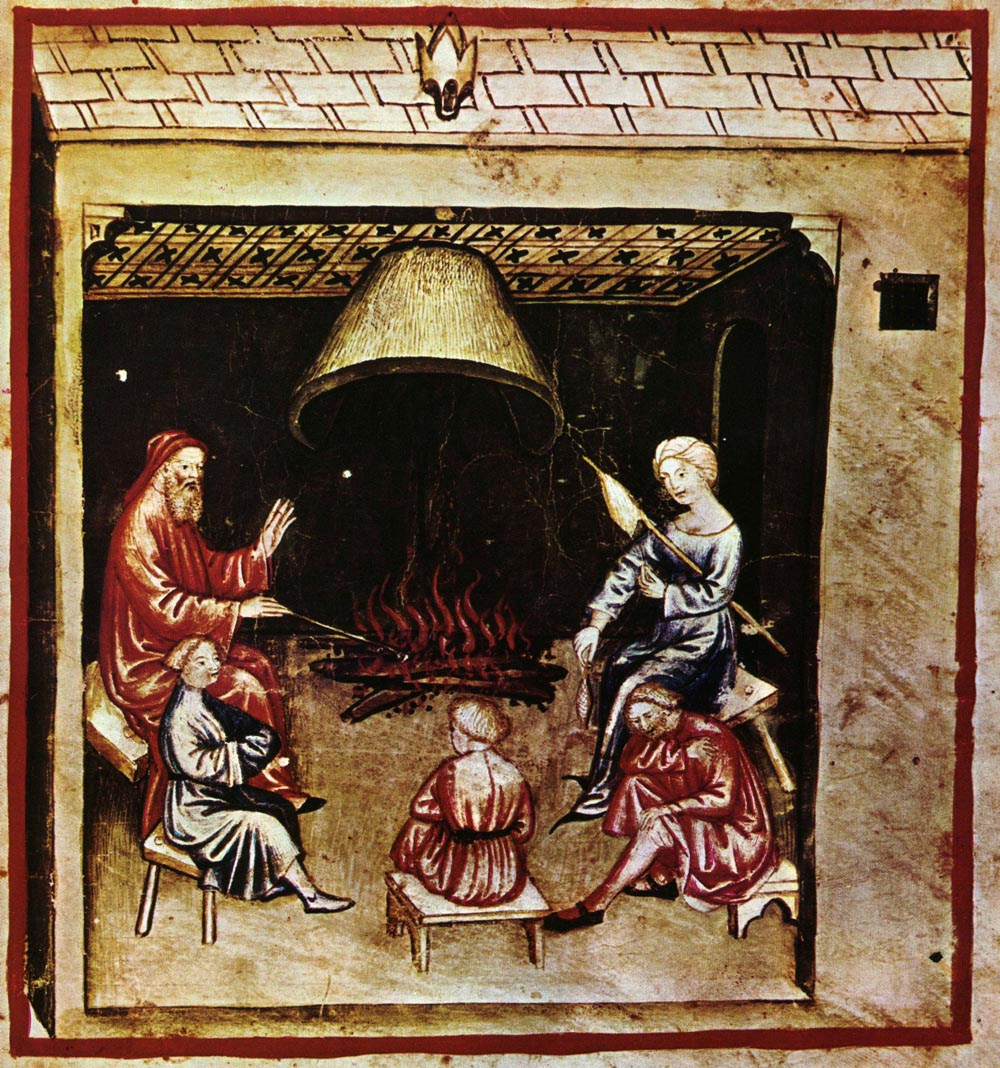
Родина біля каміна, 14 століття

Географічна наближеність розвинених європейських країн до теплої океанської течії Гольфстрим (Франції, Фландрії, Голландії, Німеччини(німецьких князівств), Великої Британії) — вплинула на розповсюдження саме цих типів опалення приміщень. Але каміни не прогрівають усе приміщення і примушують мешканців грітися поблизу них. Перебування і бесіди поряд з запаленим каміном — необхідність у холодні пори року в Європі, а в Англії — ще й розповсюджена родинна традиція.
Але каміни зовсім не підходять для країн, віддалених від Гольфстриму і розташованих в зоні континентального клімату. 

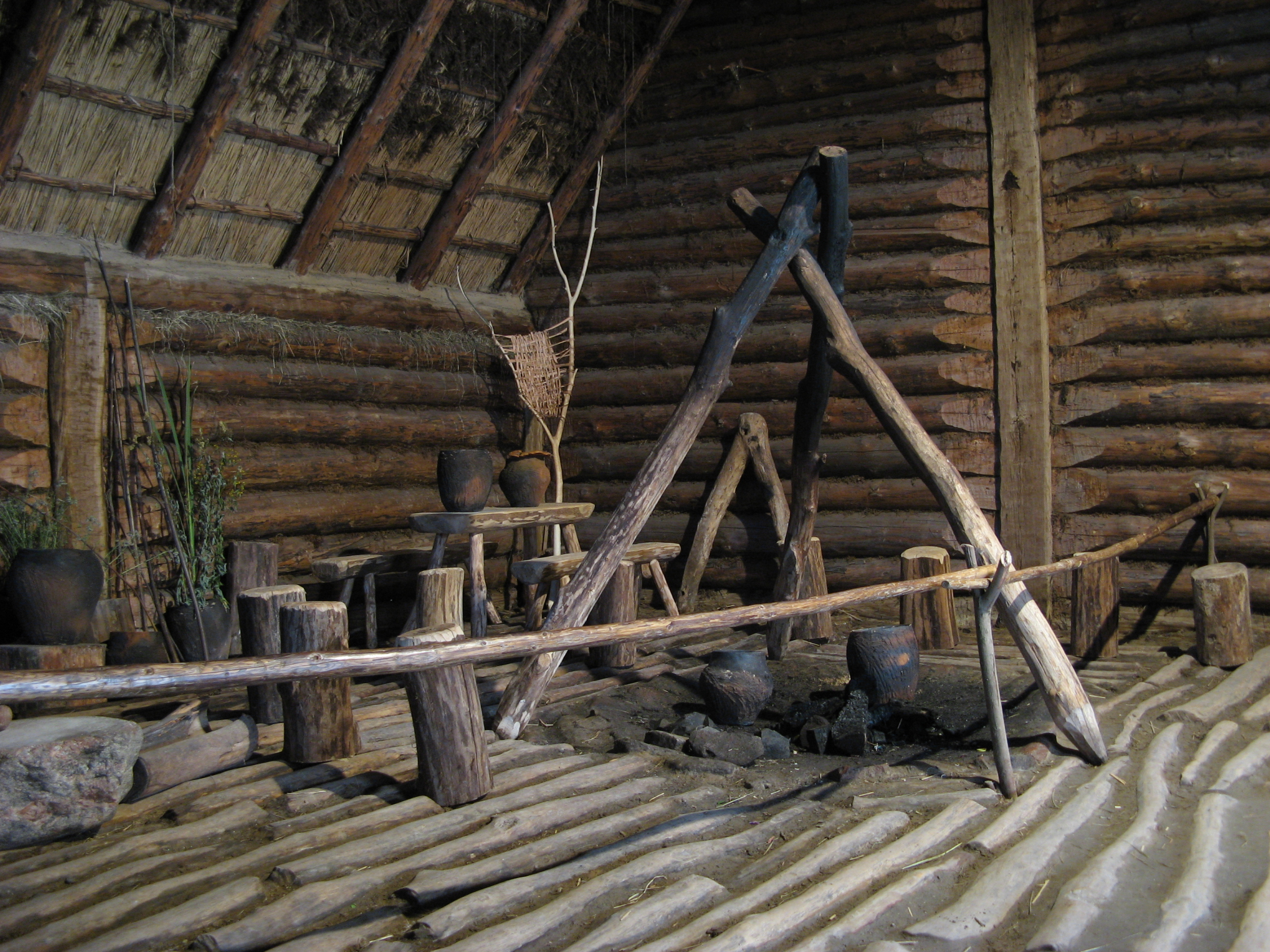
Попередник каміна — вогнище епохи бронзи, реконструкція, Польща,археологічний парк Біскупин
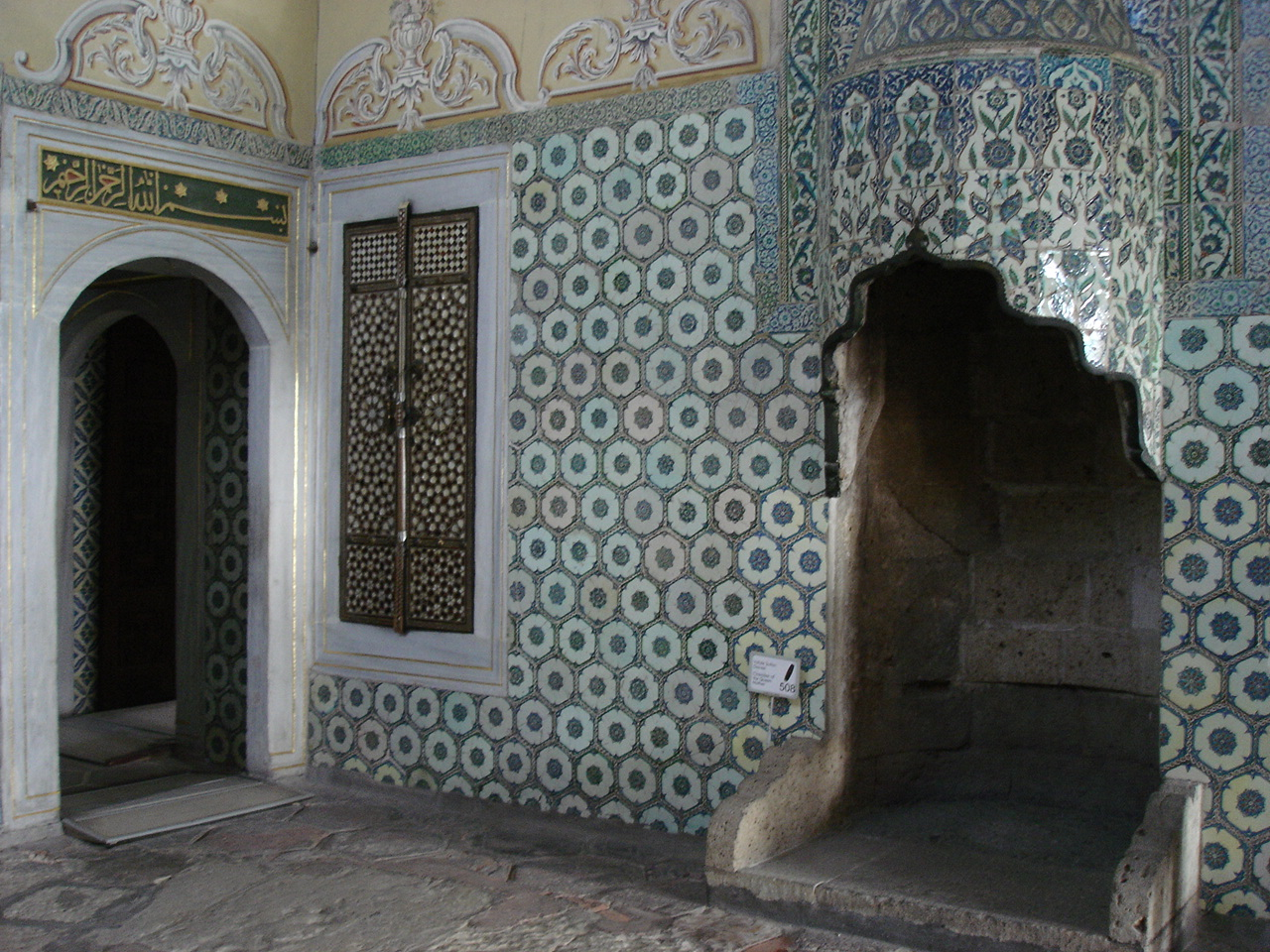
Палац Топкапі, Стамбул, камін з кахлями
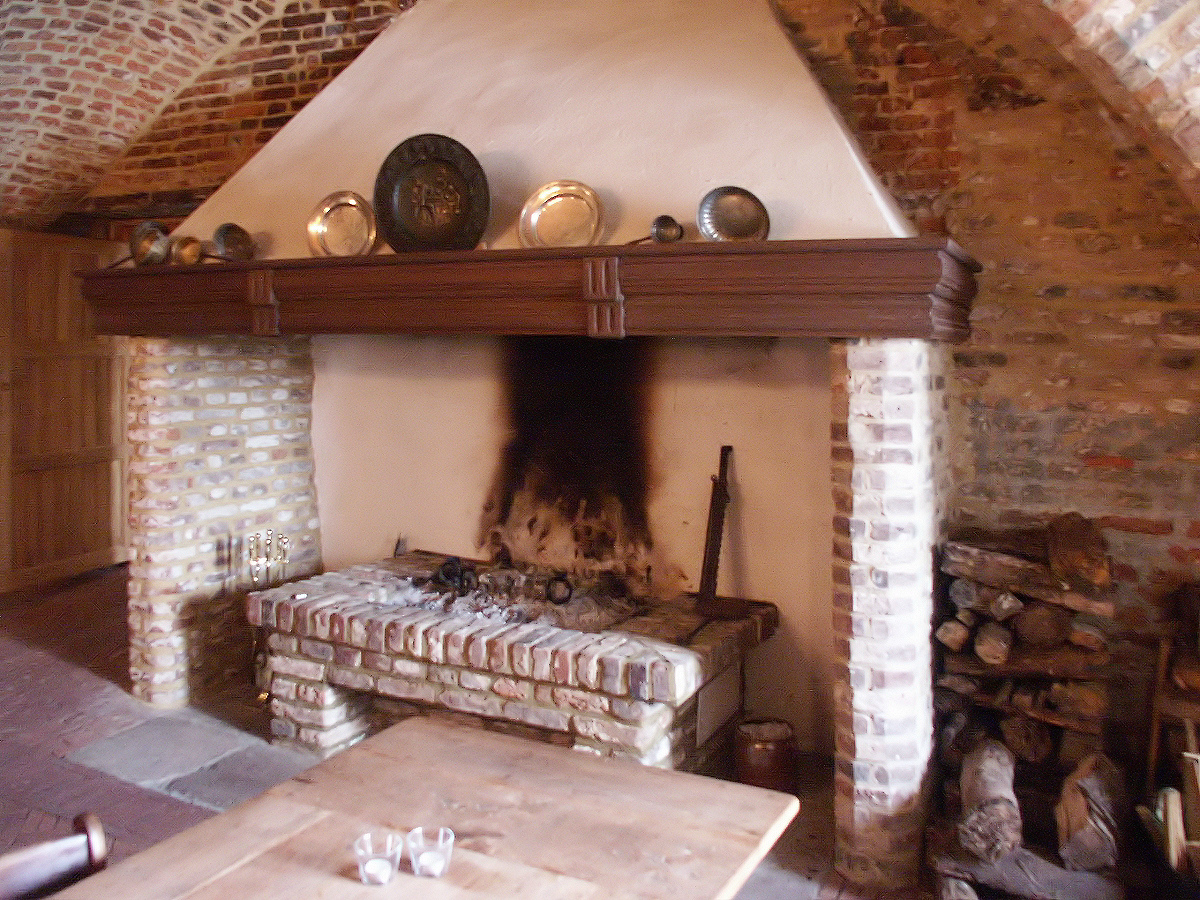
Принцип дії
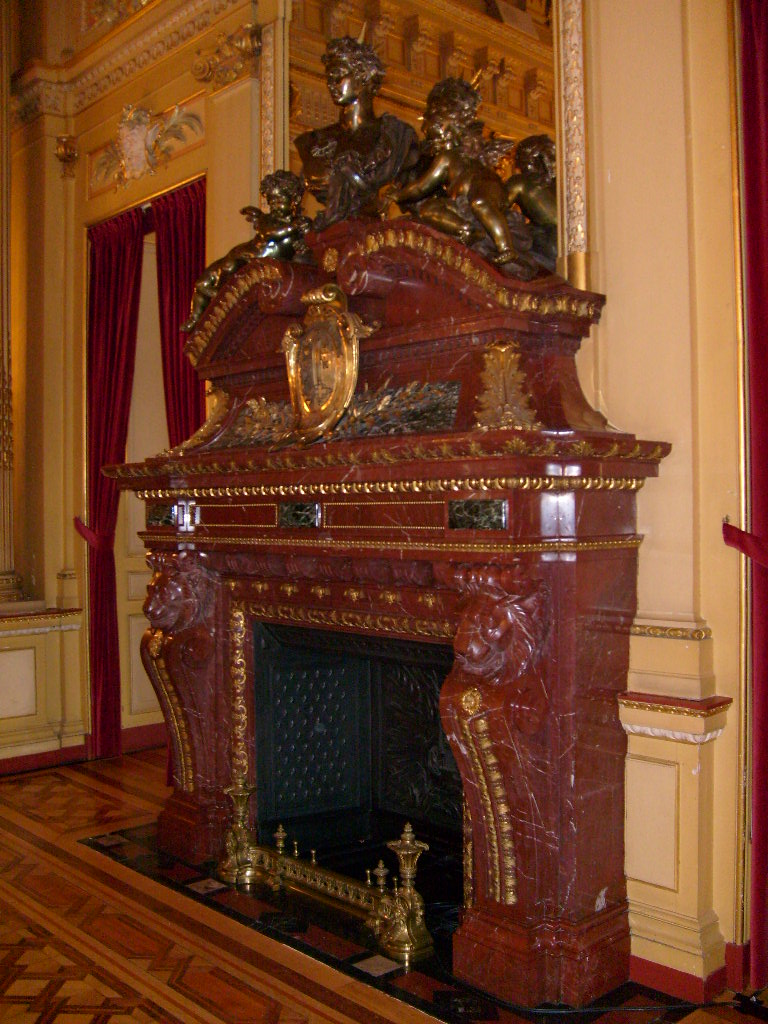
Камін 1879 р. Гранд театр, м. Женева

## Основні матеріали
Для будівництва каміна або печі потрібні: цегла (червона, тугоплавка, вогнетривка), глина, пісок, дріт, вапно, цемент.
Цегла.
Червона цегла повинна бути нормально випаленою, мати правильну форму, із плоскою постіллю, плоскими бічними гранями, прямими крайками й гострими кутами. Такі цеглини при простукуванні видають чистий звук; вони допускають кладку з товщиною швів 4-5 мм, що забезпечує високу міцність кладки, і витримують тривале вимочування у воді, необхідне при їх викладенні. Недопалену цеглу застосовувати для пічних робіт небажано. Пічна кладка з такої цегли має товсті шви — до 10 мм і більше, вона недовговічна. При вимочуванні недопалена цегла розсипається, тому при кладці її лише обполіскують водою, що недостатньо для міцного зчеплення цегли з розчином. Перепалена цегла годиться тільки для фундаменту.
Крім червоної цегли при кладці печі застосовують тугоплавку цеглу, виготовлену з глин підвищеної вогнестійкості і міцності (витримує температуру 900—1000 ° С), а також вогнетривку шамотну цеглу, виготовлену з випаленої і розмеленої вогнетривкої глини (витримує температуру до 1600 °С).
Глиняний розчин.
Для приготування глиняного розчину застосовують червону або звичайну глину; вогнетривку глину використовують тільки при кладці вогнетривкої цегли.
До складу глиняного розчину як заповнювач входить дрібний пісок із зернами розміром не більше 1 мм. Пісок повинен бути чистим, без домішок (мулу, вапна тощо). Найкращим піском вважається гірський, зерна якого мають шорстку поверхню. Річковий пісок менш придатний для глиняного розчину, тому що його піщинки округлі і погано зчіплюються з глиною. Забруднений пісок промивають. Компоненти глиняного розчину беруть у співвідношенні 1:1 або ж 1:2.
Глиняний розчин повинен мати певну жирність, або пластичність. «Худі» розчини, де мало глини, але багато піску, не міцні, шви з нього часто руйнуються, а кладка поступово руйнується. «Жирний» розчин з великим вмістом глини при недостатній кількості піску добрий для роботи, але, висихаючи, тріскається і дає сильну усадку. Через тріщини в швах холодне повітря з надлишком попадає в піч і охолоджує димарі, і тому помітно знижує тепловіддачу печі. Найсприятливішою для приготування розчину вважається дощова або річкова вода. У воді не повинно бути кислот і лугів; вміст солей — мінімальне. Вапно застосовують для приготування розчинів, уживаних при кладці фундаментів під печі і оголовок труб, розташованих вище даху.
Вапняний і гіпсовапняний розчин.
Цей тип розчину використовується найчастіше під час мурування фундаменту і димаря печі або каміна і для штукатурення зовнішніх поверхонь. Пічні прилади звичайно купують готові або роблять самі з м'якої листової сталі потрібної товщини. До пічних приладів відносять: дверці (топкові, піддувальні, прочищувальні, духовкові, кагляні), а також різні півдверки; колосникові (піддувальні) решітки з чавуну або сталі; засувки і в'юшки із чавуну; духові шафи; заслінки з чавуну або покрівельної сталі; плити цілі — з однієї або двома конфорками, або складові — з конфорками або без них. Пічні прилади треба підбирати з урахуванням конструкції печі.
Інші матеріали.
Під час мурування печей крім цегли, глини та вапна використовуються покрівельна листова сталь, сталевий дріт, будівельна повсть, азбест і руберойд. Покрівельна листова сталь (чорна або оцинкована, товщиною 0,3-0,6 мм) використовується при спорудженні кухонних плит і легких печей безпосередньо на підлозі, а також для виготовлення передтопкових листів. Сталевим дротом кріплять пічні прилади і кахлі; він повинен бути м'яким (для цього дріт випалюють), товщиною 2-3 мм. Будівельна повсть практично не горить, а тліє, видаючи специфічний запах. Перед використанням повсть вимочують у глиняному розчині, який оберігає повсть від молі й поліпшує її теплоізоляційні властивості. Вимоченою в глиняному розчині повстю ізолюють оброблення біля печей і труб, обгортають кінці дерев'яних балок, що проходять поблизу димових каналів і оброблень, а також кладуть під передтопковий лист. Азбест — мінеральний вогнетривкий теплоізоляційний матеріал — застосовується у вигляді листів товщиною 3-5 мм. Використовується замість повсті і, особливо для прокладки між рамками пічних приладів і цегляною кладкою. Толь і руберойд застосовують як гідроізоляційні матеріали при спорудженні фундаменту під піч.
Залежність міцності від матеріалів
Міцність пічної кладки багато в чому залежить від якості розчину, що зв'язує воєдино окремі камені, цегла, блоки, пічні прилади. Розчини треба ретельно підбирати, тобто дозувати їх компоненти — в'язке (звичайно глину) і заповнювач (пісок); воду у всіх випадках беруть залежно від вимоги до густоти розчину. Найвідповіднішими вважаються розчини середньої пластичності, або нормальні, у яких в'язке й заповнювач підібрані в оптимальному співвідношенні. Такі розчини міцні, не тріскаються при висиханні і дають мінімальну усадку. По густині глиняний розчин повинен бути таким, щоб при кладці намоченої цегли зайвий розчин міг легко видавлюватися вагою самого цегли і під легким натиском на нього рукою (розчин повинен бути приблизно таким, як рідка сметана). Для приготування розчину підготовлений чистий пісок просівають через часте сито з осередками від 1 × 1 до 1,5 × 1,5 мм. Глину спочатку замочують у якій-небудь ємності, потім перемішують, розводять водою до молокоподібного стану і також проціджують через сито. Що залишилися згустки глини вдруге розминають, додають воду і знову проціджують. Надлишки води після відстоювання глиняного молока зливають. Після цього відміряють глину і пісок потрібними об'ємними частинами, густий розчин розводять водою і перемішують до однорідного стану. Дуже добре перемішується розчин при додатковому проціджуванні його через сито. У готовому розчині не повинно бути великих твердих частинок або згустків. Глиняні розчини можуть зберігатися необмежений час; загуслий розчин розводять водою. Пічна кладка, виконана з вимоченої цегли і добре приготованого глиняного розчину, буває настільки міцною, що для її розбирання часто доводиться застосовувати зубило. Кладку з ополоснутої (не вимоченої) цегли і розчину погано підібраного складу можна розібрати руками. Кладку з тугоплавкої або вогнетривкої цегли виконують на з вогнетривкої глини і шамоту (шамот — вогнетривка глина, випалена при температурі 1300—1400 ° С з наступним подрібненням). Зазвичай на одну частину вогнетривкої глини беруть одну частину шамоту.

## Кладка камінів
При влаштуванні будь-якого каміна треба строго: дотримувати заходи протипожежної безпеки. При спорудженні каміна на підлозі, насамперед треба влаштувати подушку або майданчик з цегли, укладеної в три ряди (висотою 210 мм). Перший ряд цегли рекомендується укладати на лист покрівельної сталі (жерсті). Сталевий лист, в свою чергу, укладають на листовий азбест або просочену глиняним розчином і складену в два-три шари повсть. Можливе використання бетонних плит, покладених у 2-3 шари (в залежності від товщини плити. Перед топливником обов'язково треба покласти передтопковий лист з покрівельної сталі (поверх повсті або азбестових листів). При кладці камінів з цегли або каменю доводиться перекривати паливники. Найкраще для цього служать перемички, склепіння або арки, виконані з цегли; за можливості треба уникати укладання сталевих балочок (із смугової або профільної сталі), оскільки при нагріванні сталь розширюється й деформує кладку. Найкраще ставити чавунні балочки, наприклад, колосникові ґрати, які бувають різної довжини. Щоб балочки менше нагрівалися й розширювалися, їх треба загорнути в кілька шарів листовим азбестом, обмотавши зверху мідним дротом (сталевий швидко перегорає). Можна використовувати балочки жаростійкого бетону. Для кращого згоряння палива в камінах застосовують так званий таган (кошик) або споруджують піддувало з колосниковими ґратами. Найкраще використовувати чавунні тагани, але можна зі сталі (круглої або смугової). Смужки стали розташовують через 10-25 мм на ніжках висотою не менше 50 мм, щоб повітря могло з усіх боків подаватися до палива. Для оберігання тагана від швидкого прогорання на нього часто укладають чавунні колосникові ґрати. Нерідко в паливника влаштовують піддувало, на яке укладають колосникові ґрати. У піддувало вставляється піддон з покрівельної сталі, куди збирається випадає з топливника зола.

## Димар
Димар (газохід, димова труба) — канал для відводу газів з топкових пристроїв і печей. Кожна опалювальна вогнева система вимагає окремого димоходу. Правда, за допомогою сучасних технологій можливо використовувати один димохід відразу для декількох опалювальних систем, але це вимагає особливих розрахунків, тому потрібно бути дуже обережними при вирішенні цієї технічної задачі. Димарі бувають сталеві, цегляні і керамічні, з відведенням конденсату (конденсатної кислоти) і без. Цегляні димоходи виконуються з вогнетривкої цегли, сталеві — з нержавіючої сталі в один або два контури, розділених теплоізоляцією, керамічні тришарові системи (з кераміки, ізоляції та пінобетону). Всі перераховані варіанти мають свої плюси і свої мінуси. Сталеві димоходи простіші в установці, цегляні краще вписуються в інтер'єр, але керамічні виключно довговічні, тому що не бояться конденсату і т. д.
Призначення димаря — створення природної тяги, що полягає у відведенні з топкової камери продуктів згоряння, що забезпечує надходження в неї необхідного для горіння повітря. Димоходи повинні бути міцними і довговічними, оскільки змушені протягом тривалих періодів безперервно витримувати високі температури димових газів, вплив конденсату, що утворюється при охолодженні газів, і при цьому задовольняти вимогам пожежної безпеки. Даний тип пристроїв поділяють на труби (насадні і корінні) і стінні канали (димоходи).

## Приладдя
До камінного приладдя належать коцюба, совок, щипці для вугілля, щітка (використовують замість помела), підставки для дров, вогнезахисний екран.

## Каміни в стилях
Камін — важливий елемент помешкання, своєрідний його центр. Тому в Західній Європі він став предметом декорування та удосконалень. Збереглися каміни доби романики, готики, відродження, маньєризму, бароко, рококо, класицизму, каміни в історичних стилях (еклектика), каміни доби модерн. Є прості кам'яні каміни, а є — прикрашені мармуром, різьбленим деревом, ліпленням, інкрустаціями, кахлями, навіть чавуном. Камінна дошка в багатих оселях стала місцем демонстрації заможності, де разом з полицями виставляли коштовний посуд, срібні келихи, свічники та канделябри, коштовну китайську порцеляну, а потім і порцеляну європейських мануфактур. З появою великих дзеркал, палацові каміни почали прикрашати й дзеркалами, що візуально розширювало межі приміщень.

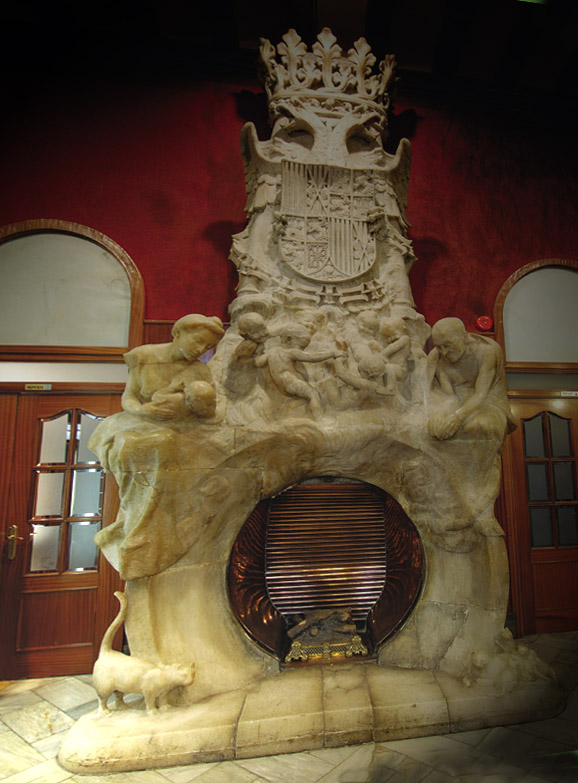
Камін доби модерн, 1905 р.
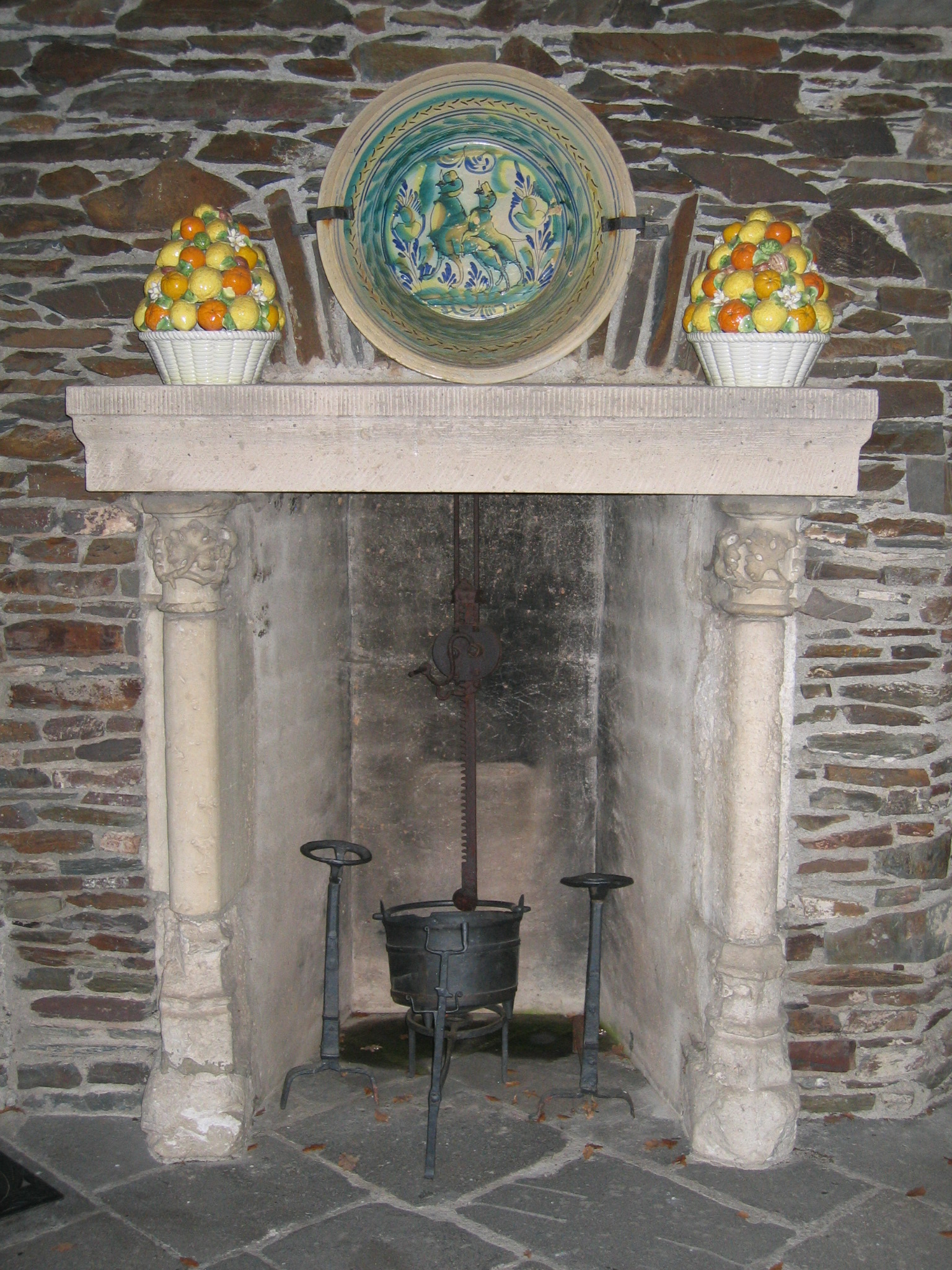
Камін з Пірмонта.
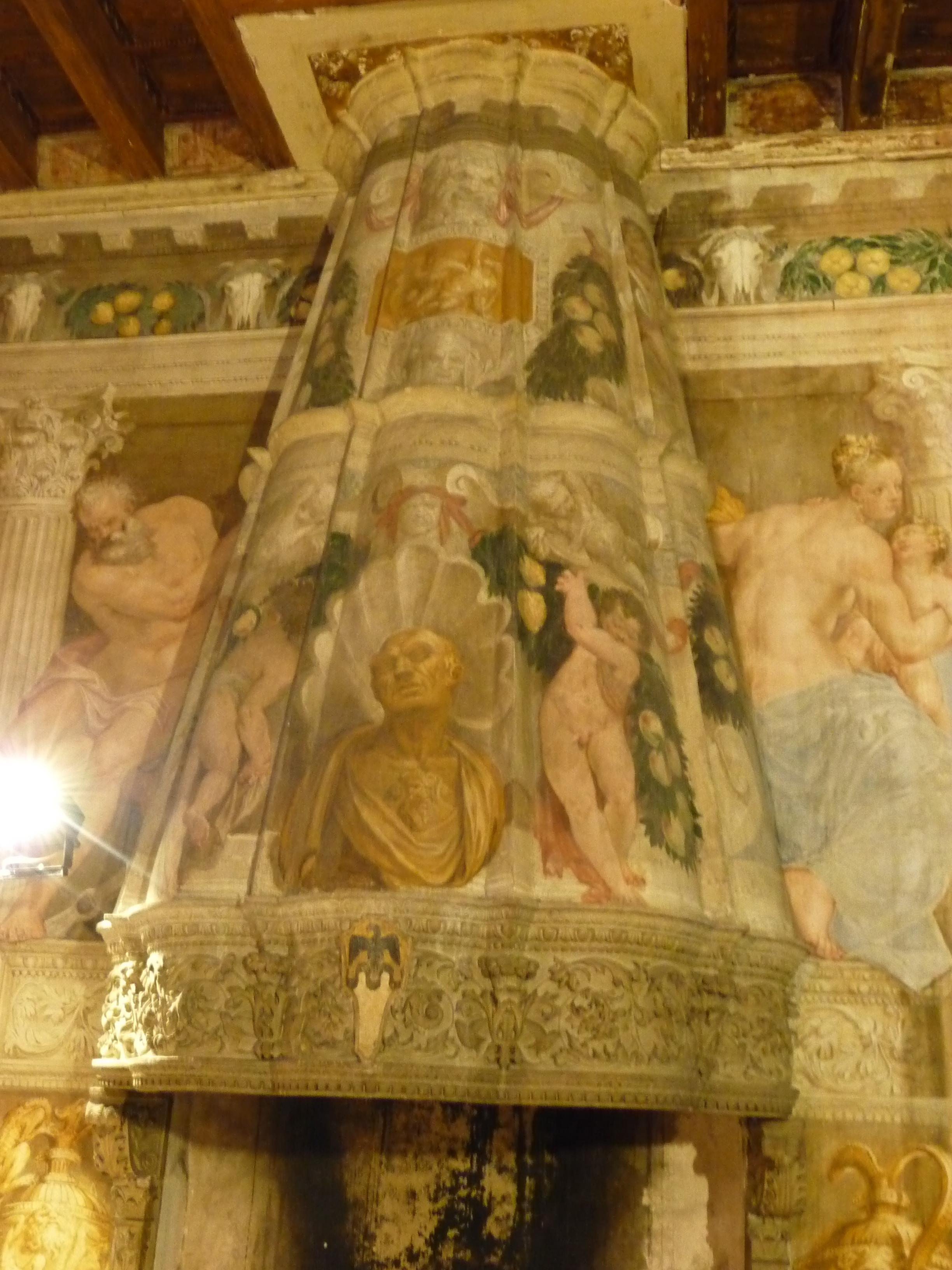
Камін доби маньєризму з стінописами, замок Тьєне, Італія
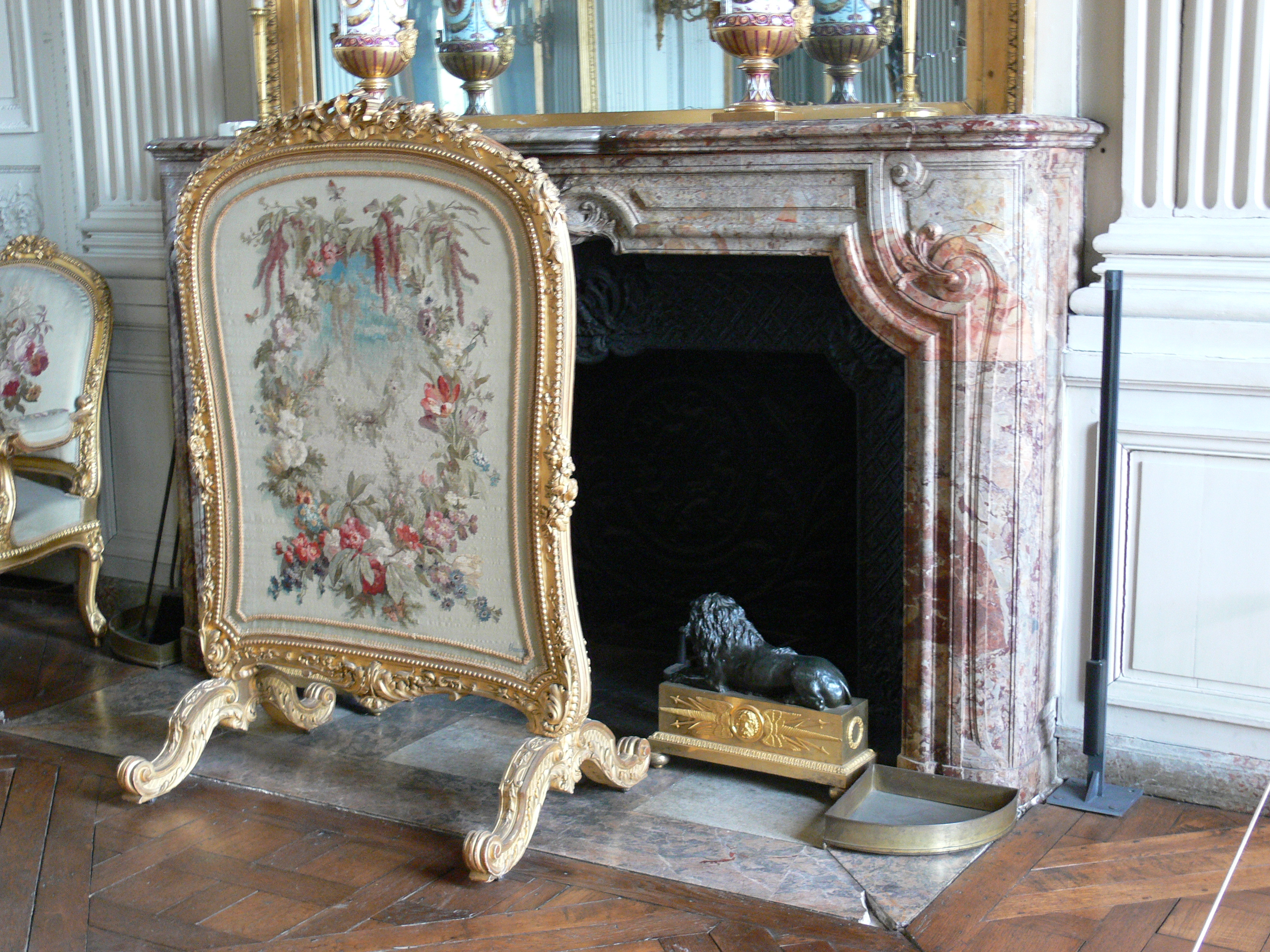
Камін замку Комп'єн, камінний екран доби еклектики

Предметом дизайнерських зусиль стали не тільки самі каміни, а й прикамінні решітки, кочерга, екран, що захищав мешканців від сильного полум'я. Підлогу перед каміном викладали каменем або оббивали залізом для захисту від відкритого полум'я.
Залізні решітки бували справжніми шедеврами ковальського мистецтва. Не менш цікаві зразки створені і з камінних екранів, прикрашених вишивками, різьбою, стеклярусом та бісером.

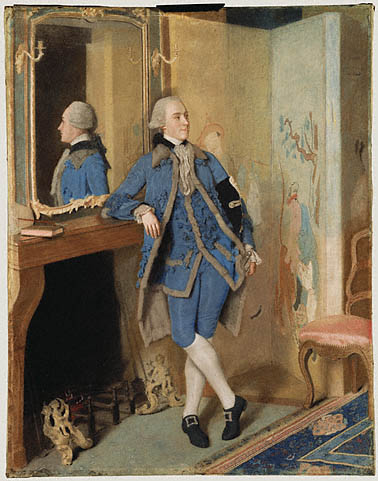
Худ. Жан Етьєн Ліотар, маркіз Джон Стюарт перед каміном
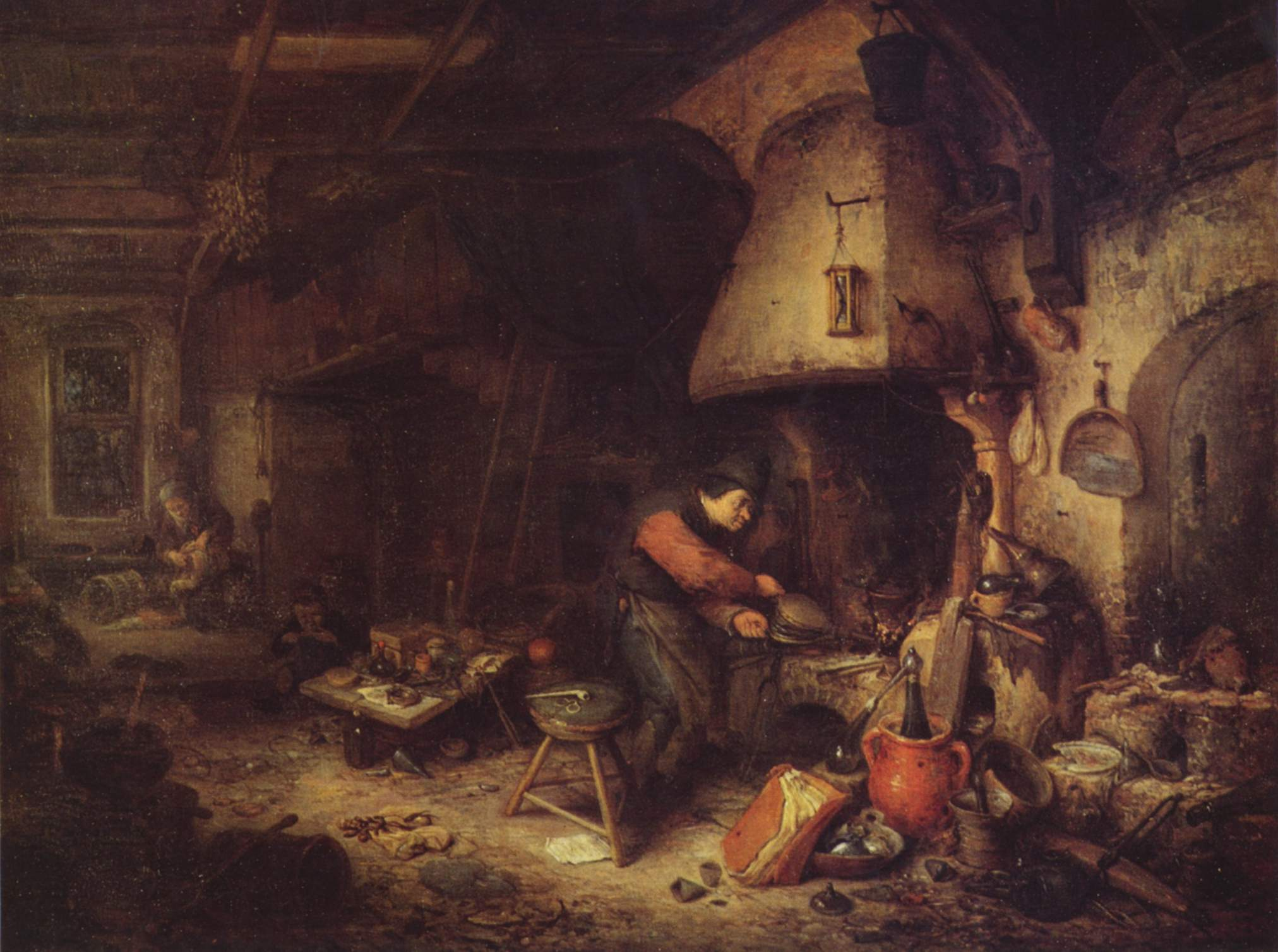
Адріан ван Остаде, домівка алхіміка, 1661 р.
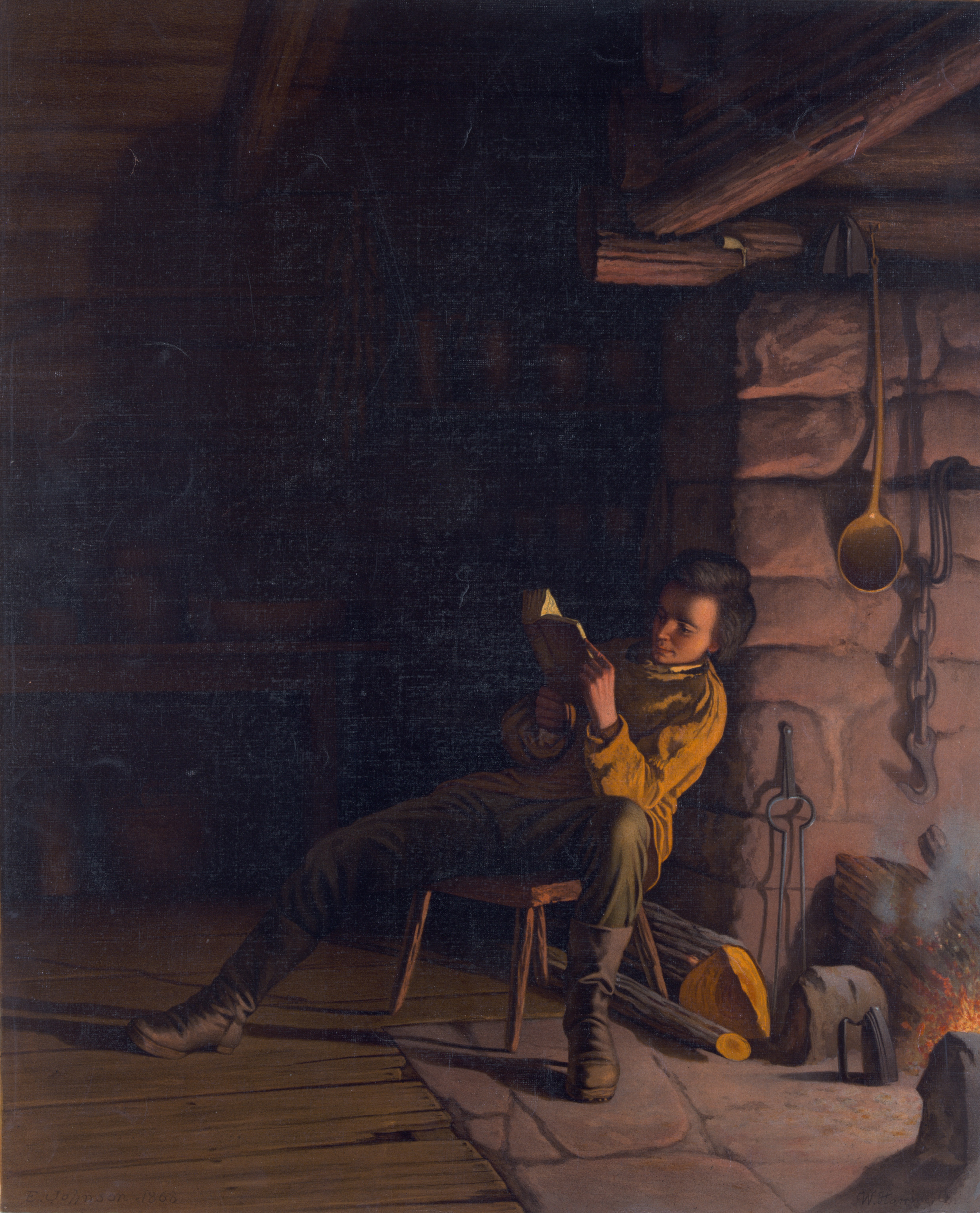
Худ. Естман Джонсон, дитинство Абрахама Лінкольна.

## Галерея

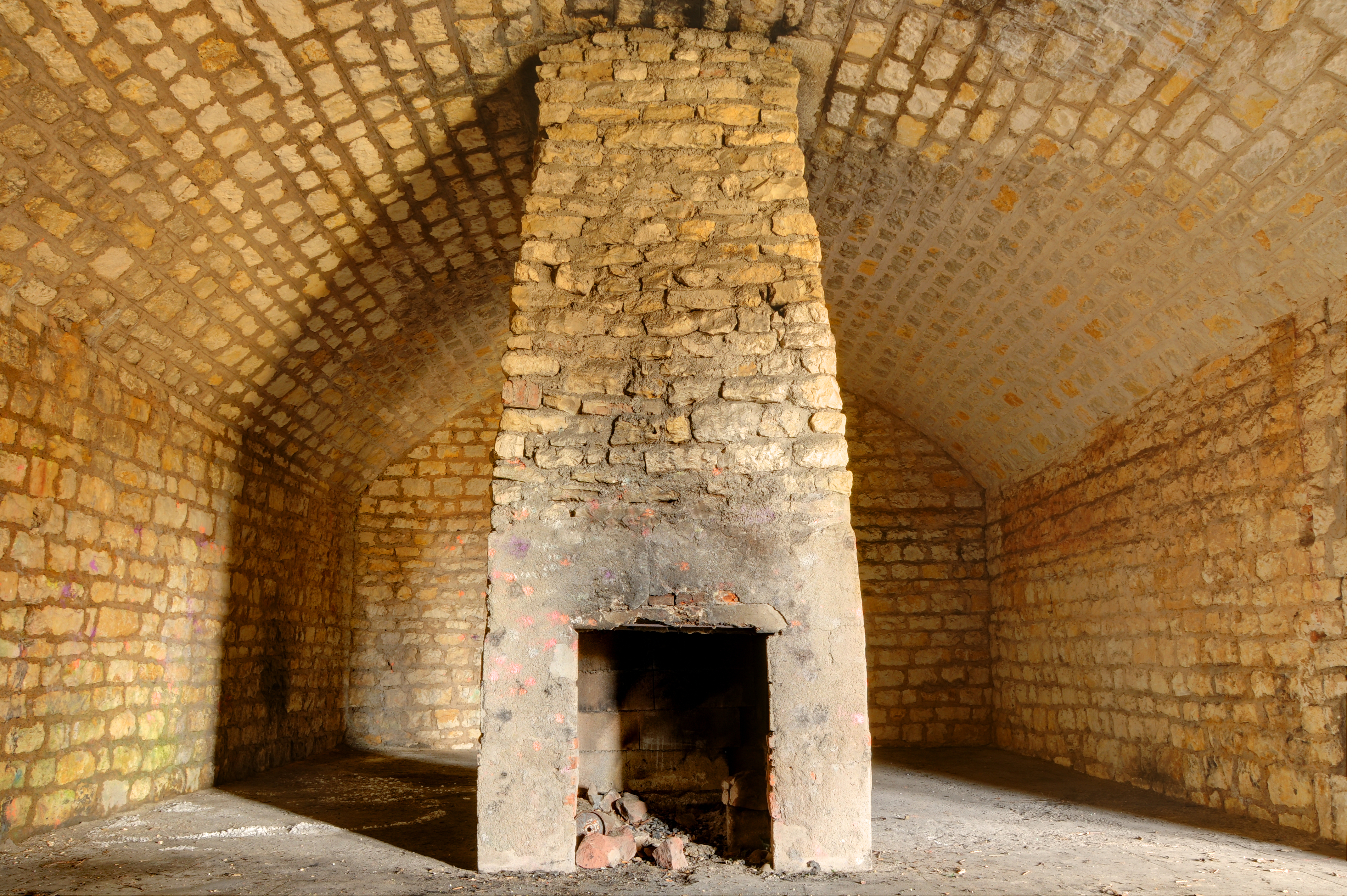
Камін швейцарського типу
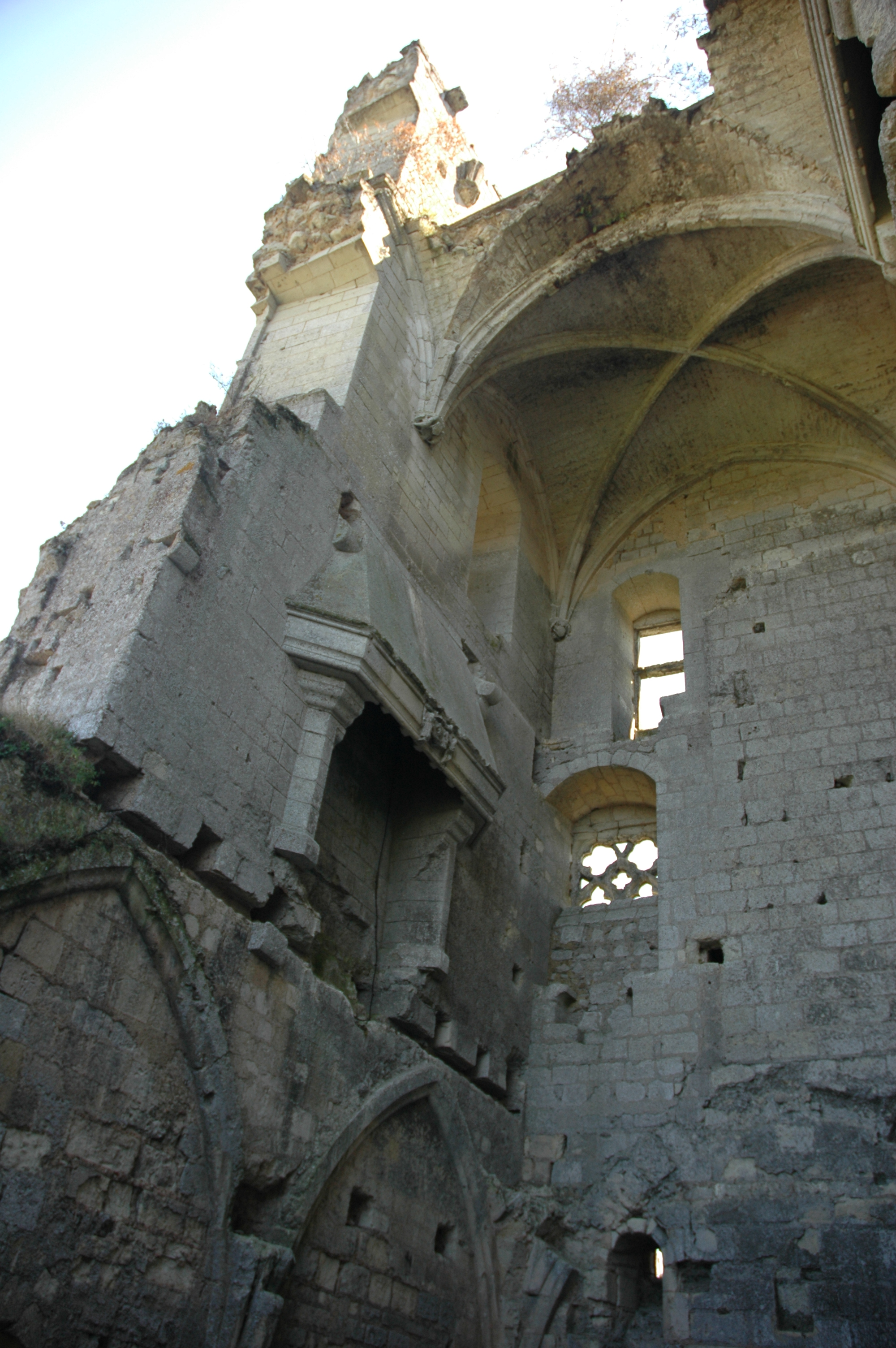
Залишки каміна в готичній споруді донжона, Франція
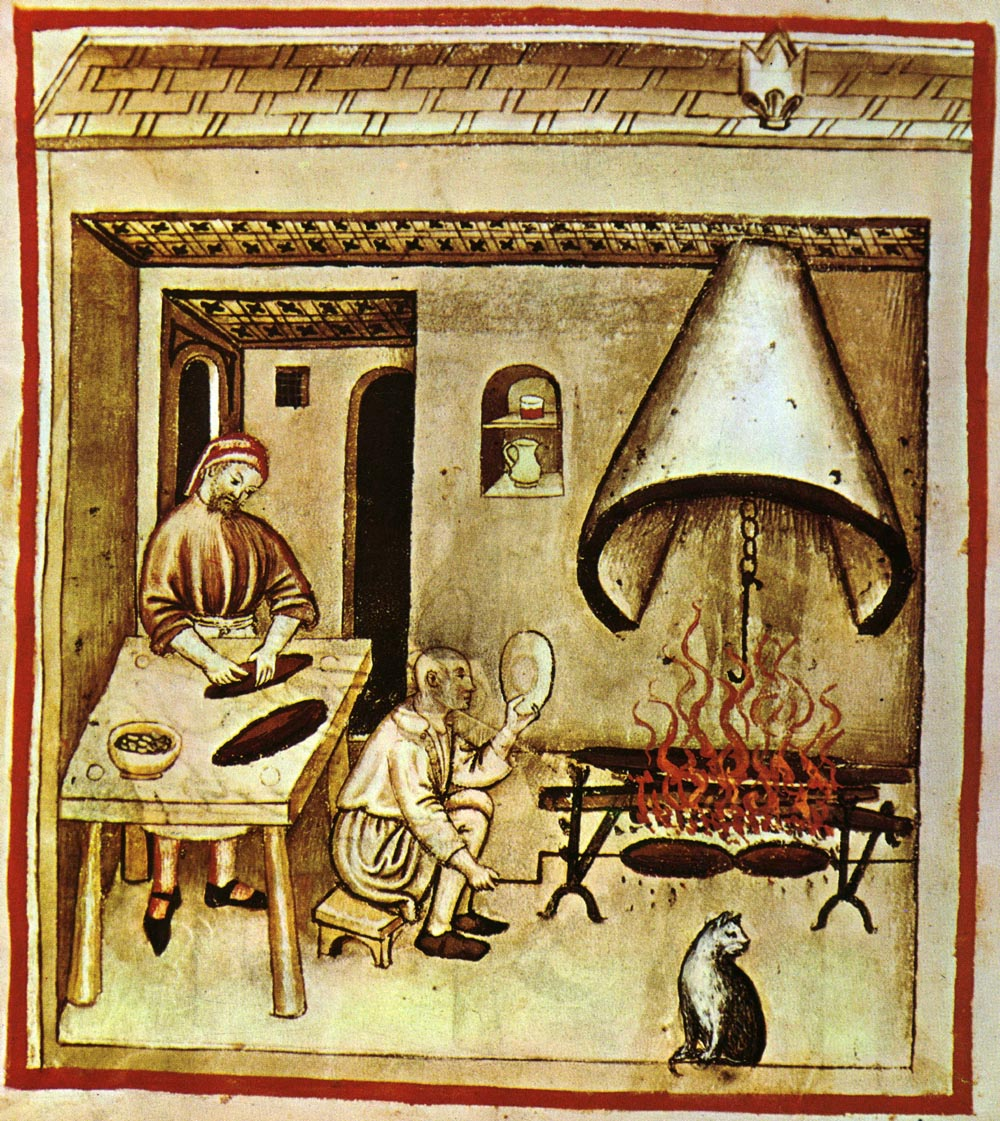
Камін 14 століття
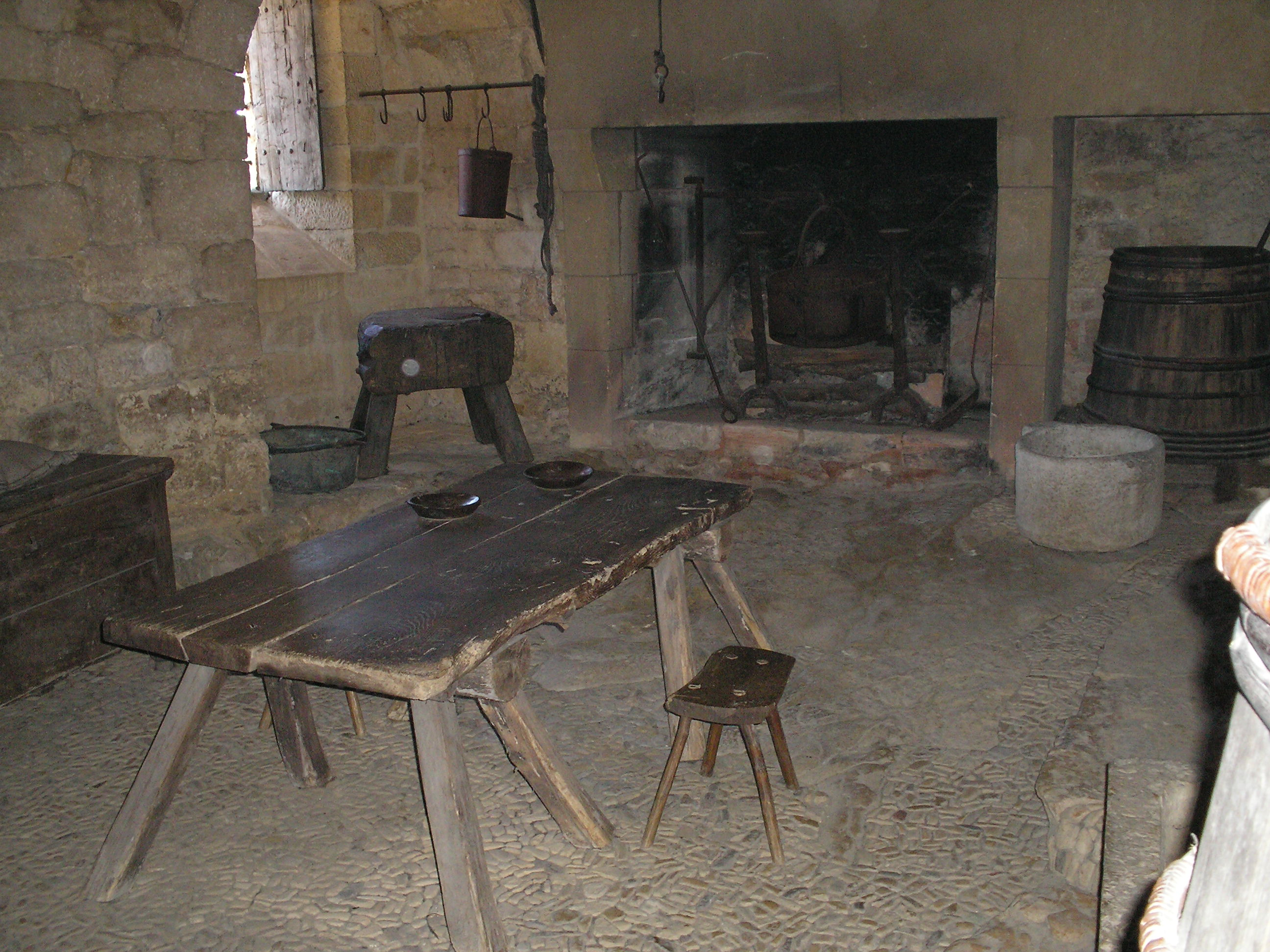
Камін в замку Бейнак, Франція
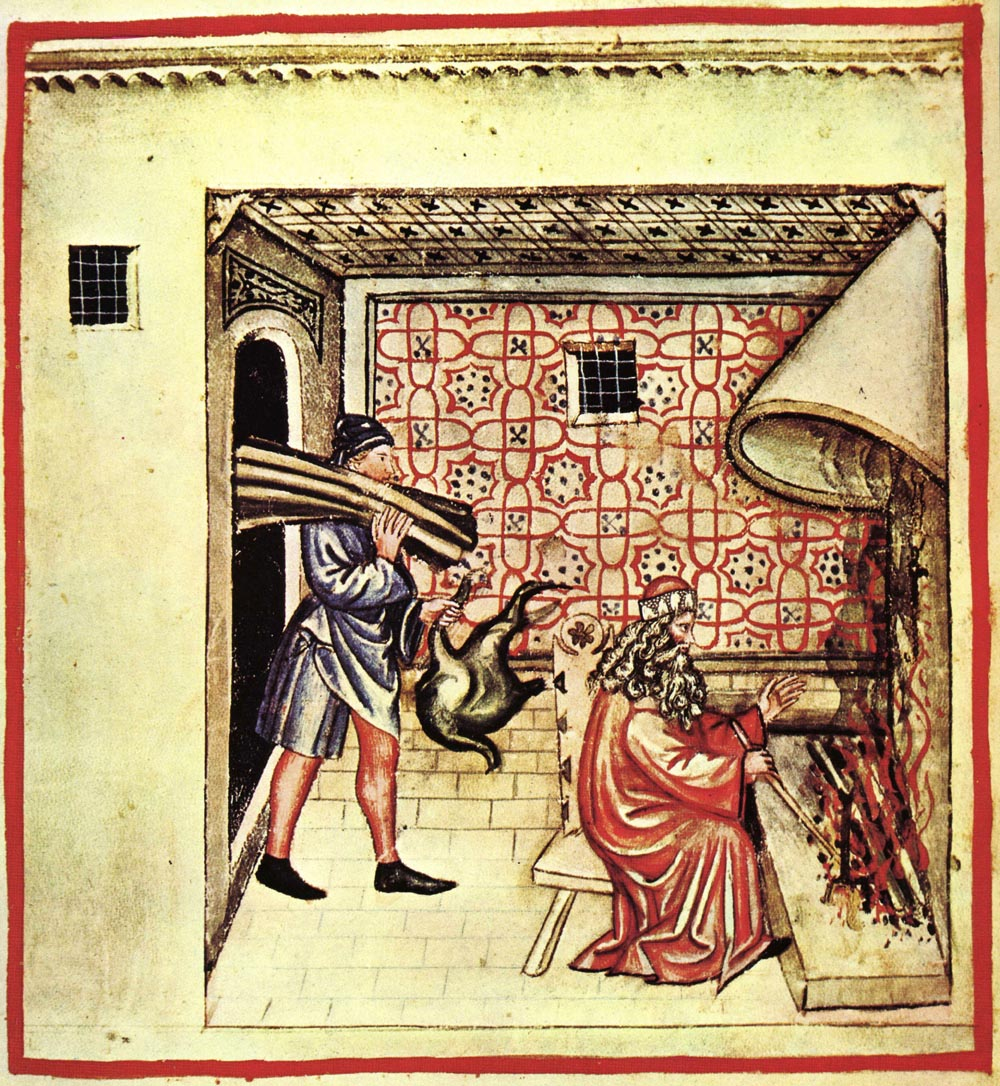
Біля каміна в 14 ст.
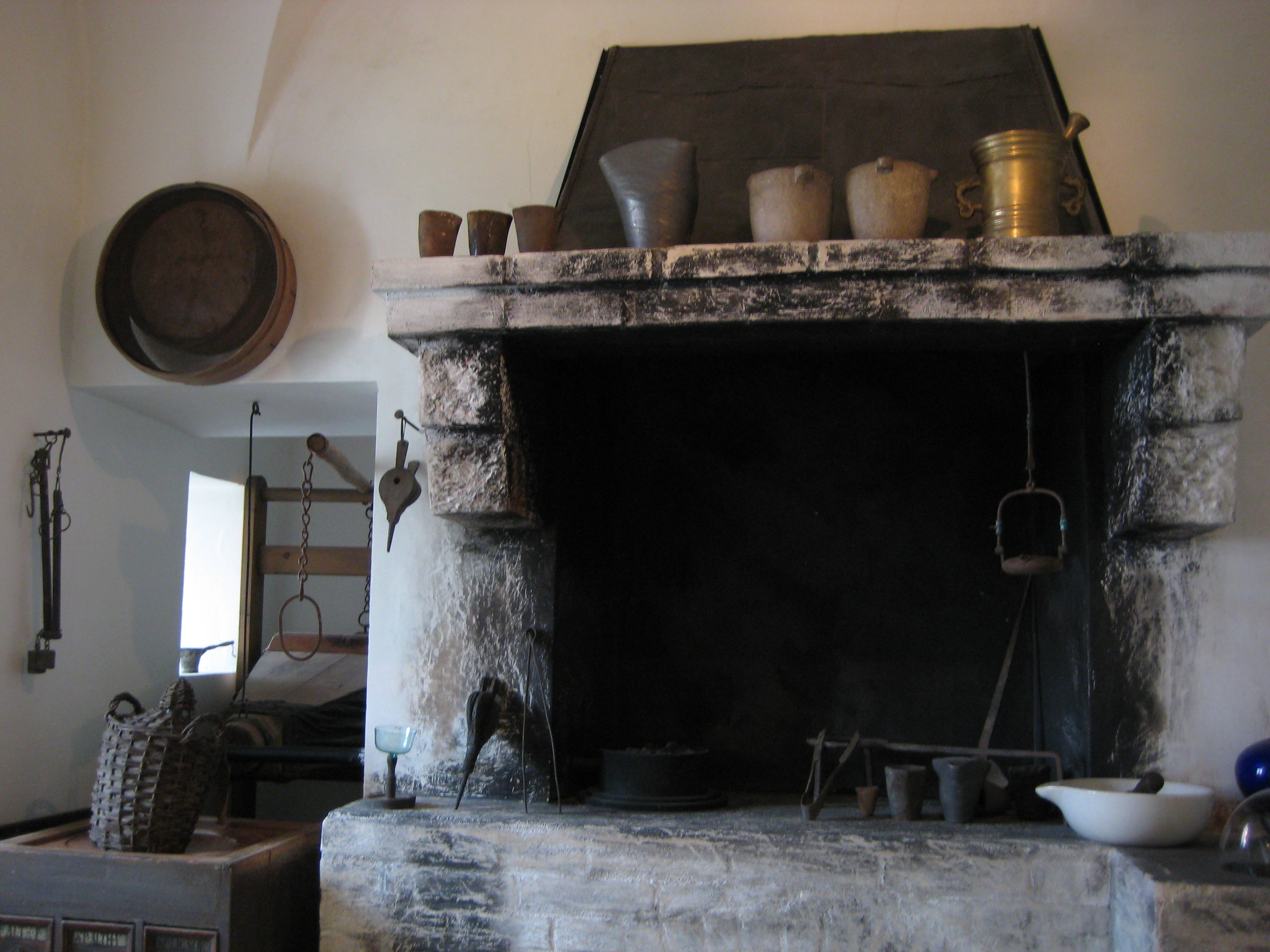
Історична європейська аптека, камін, музей в Пассау, Німеччина
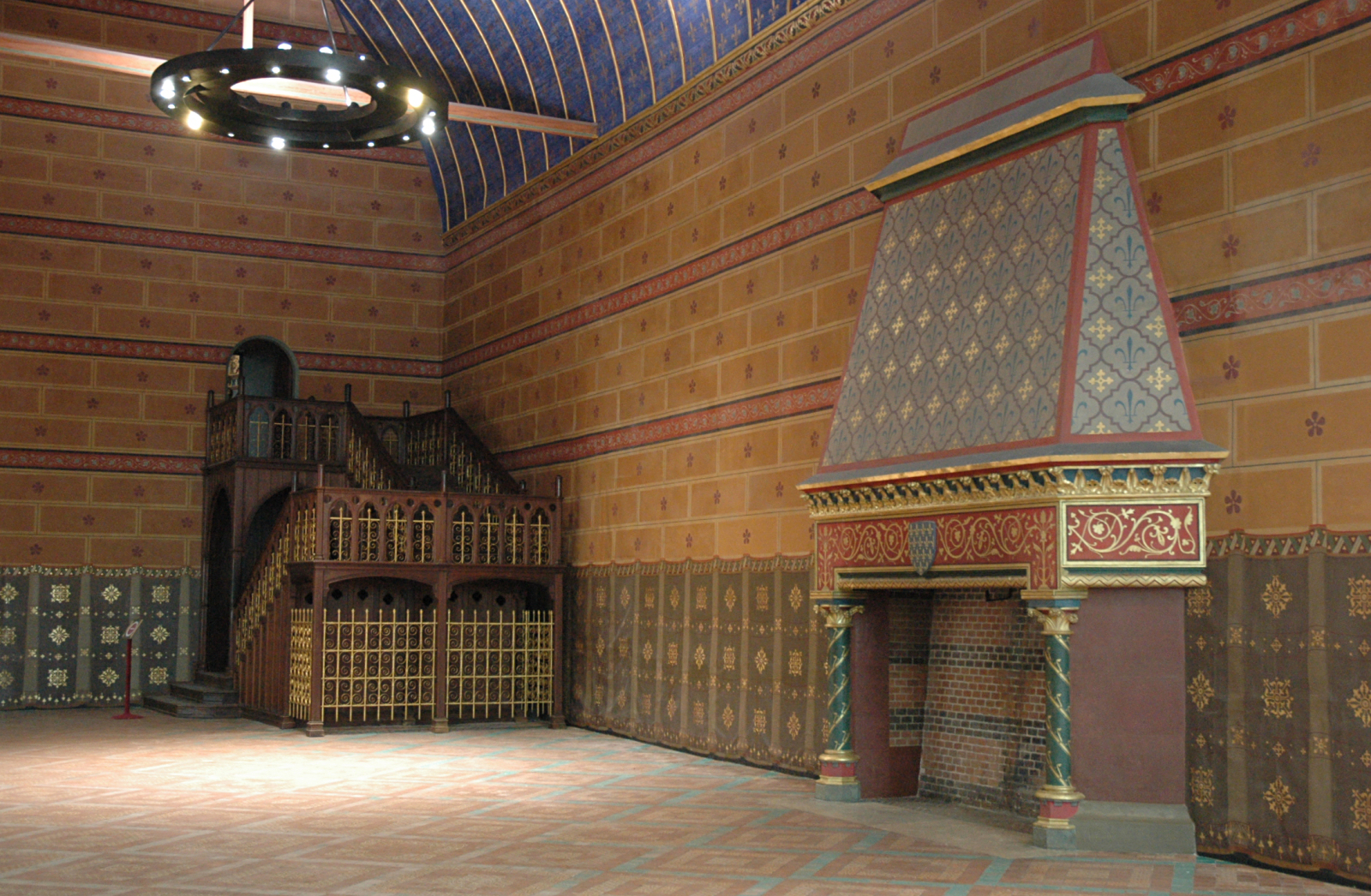
Камін в замку Блуа, Франція
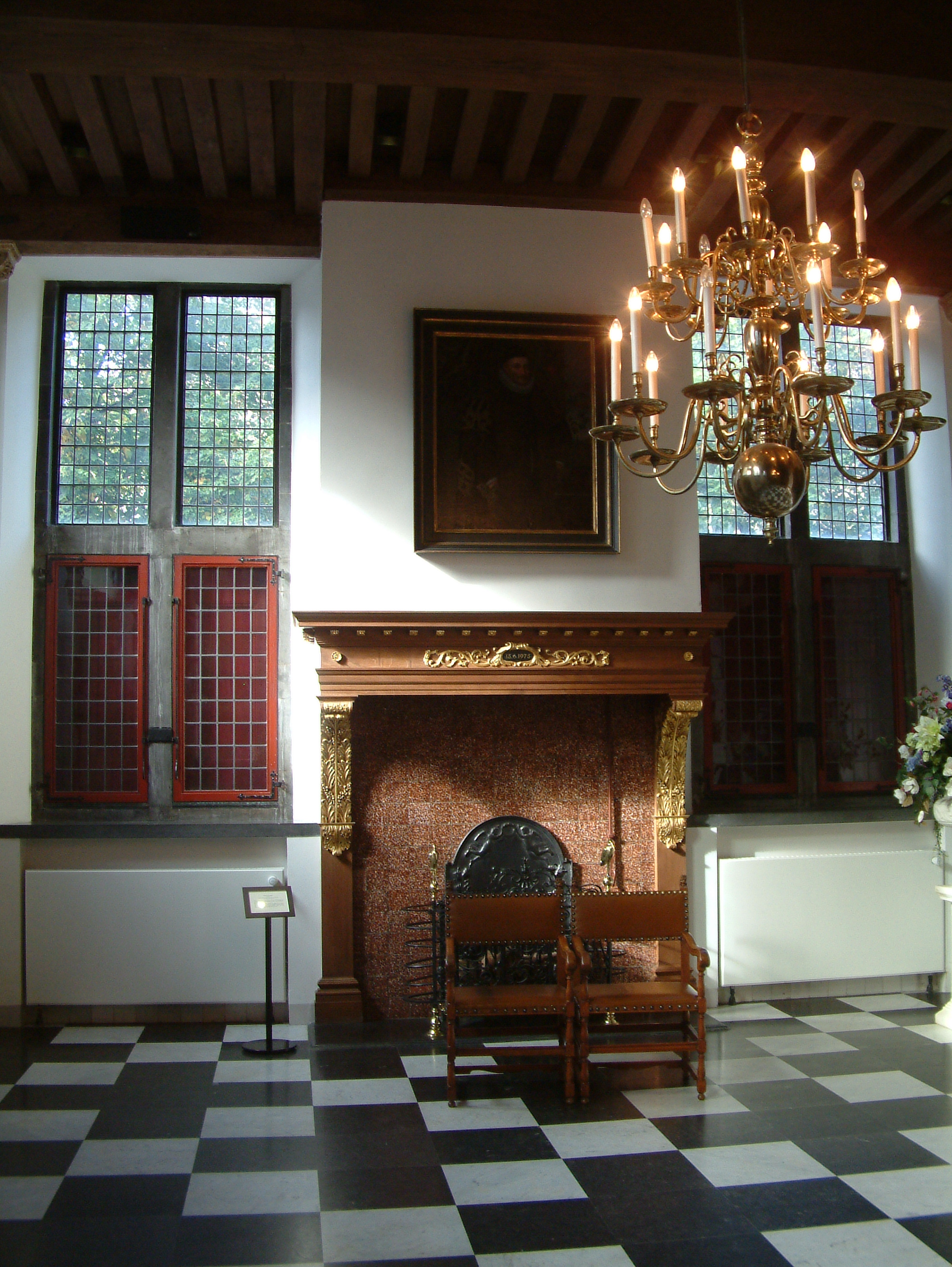
Гаага, камін в ратуші
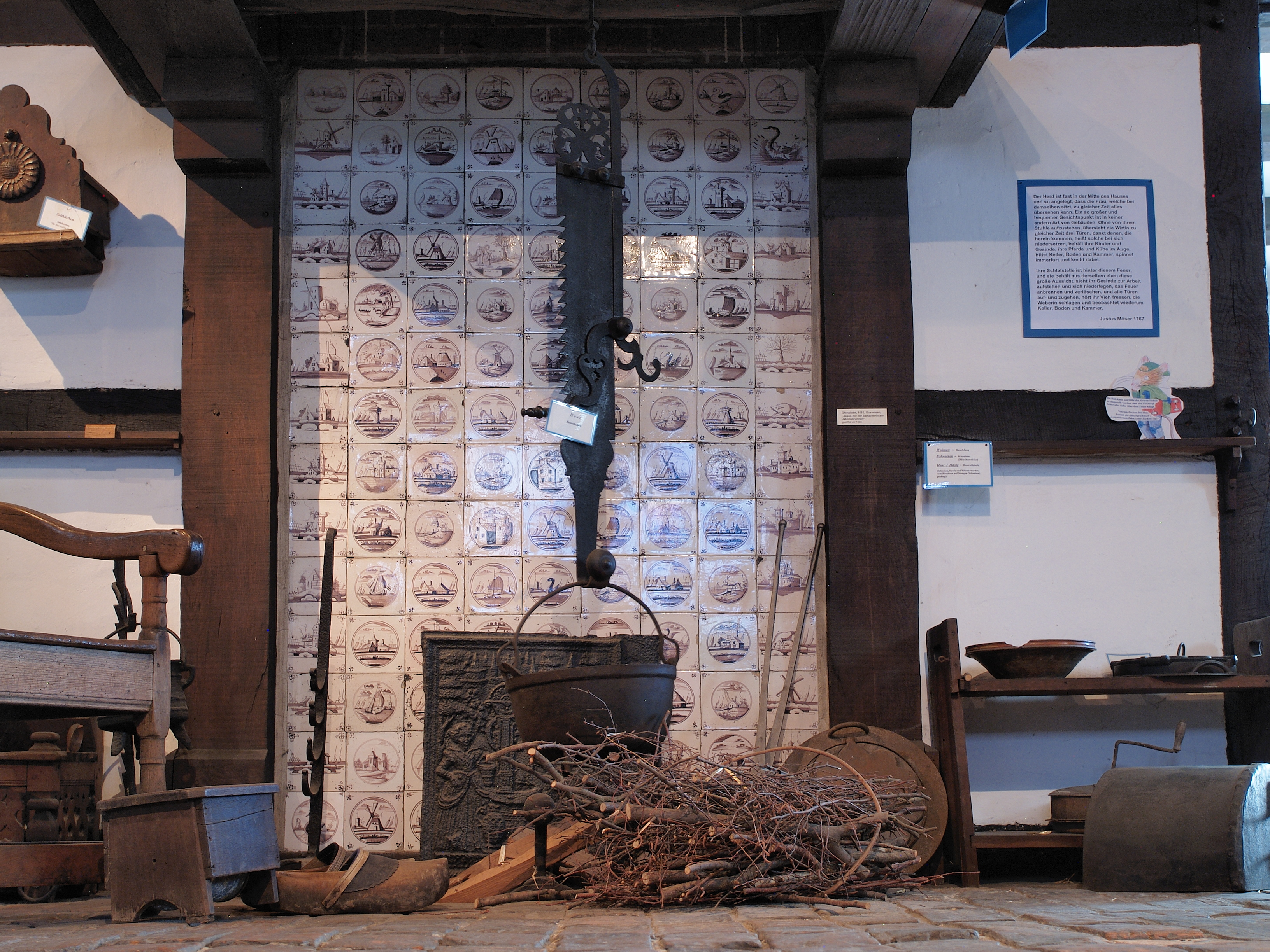
Історичний камін музею в Міндені, Німеччина
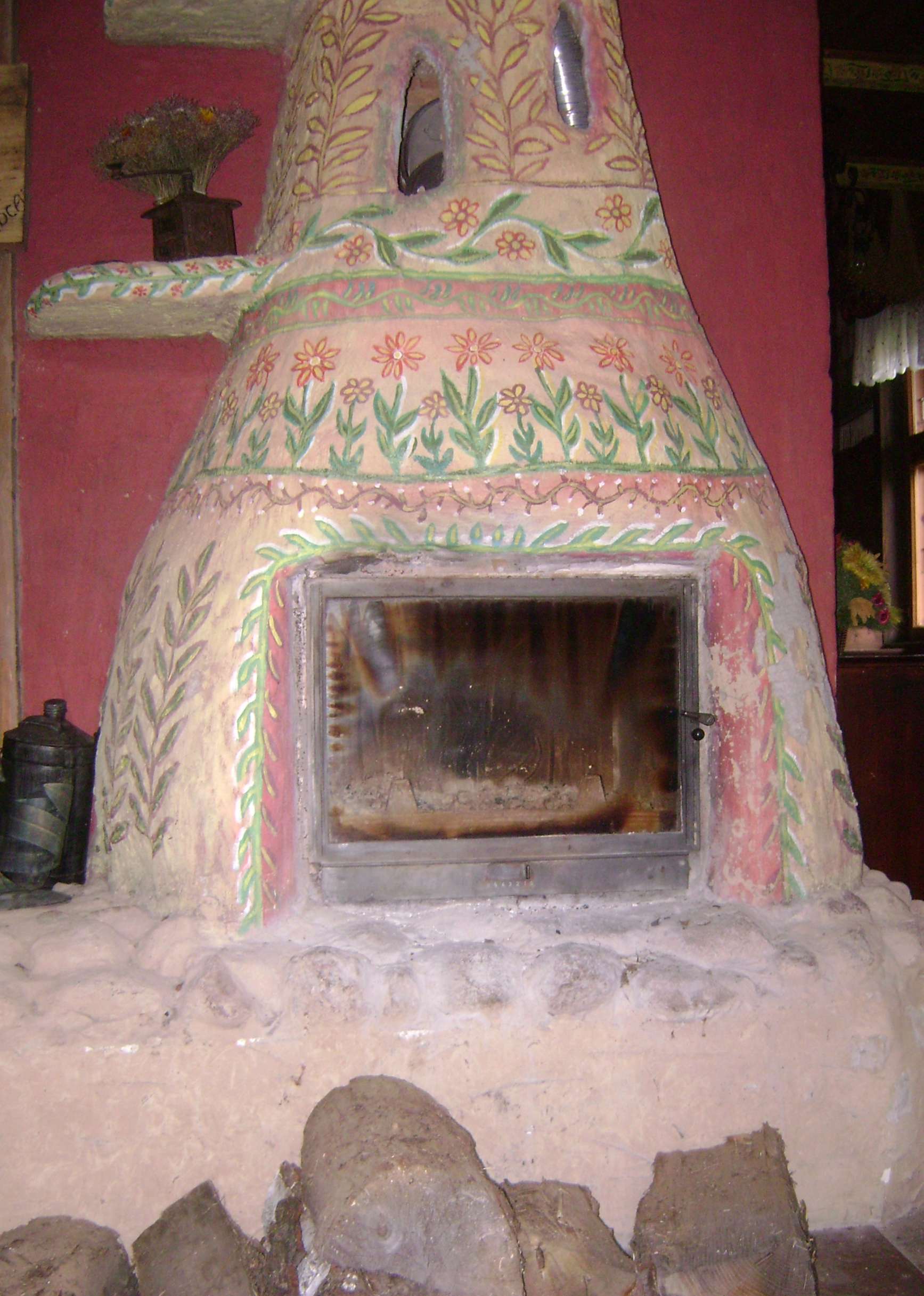
Камін, Польща
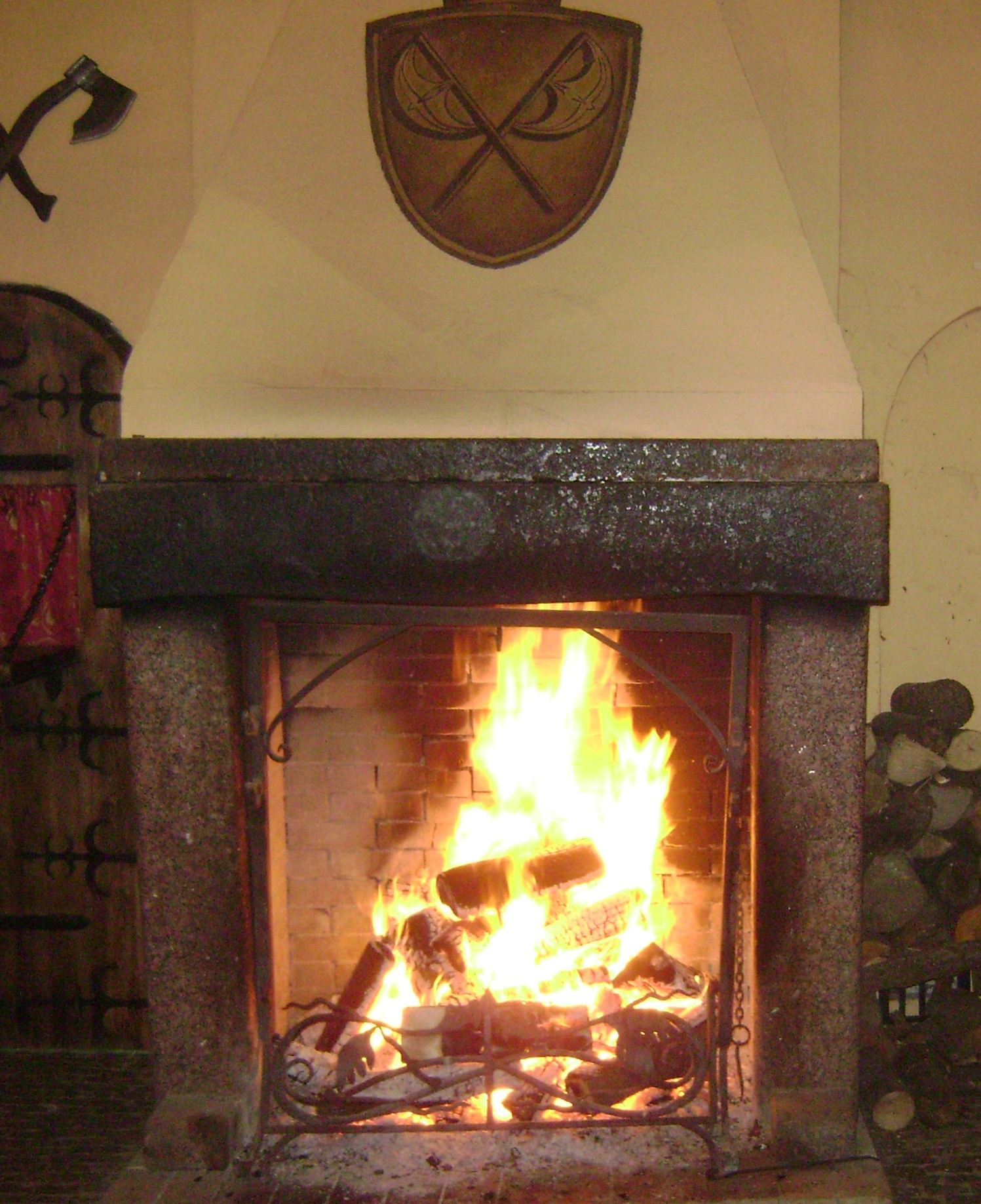
Камін в дії, Польща

## В 19 столітті

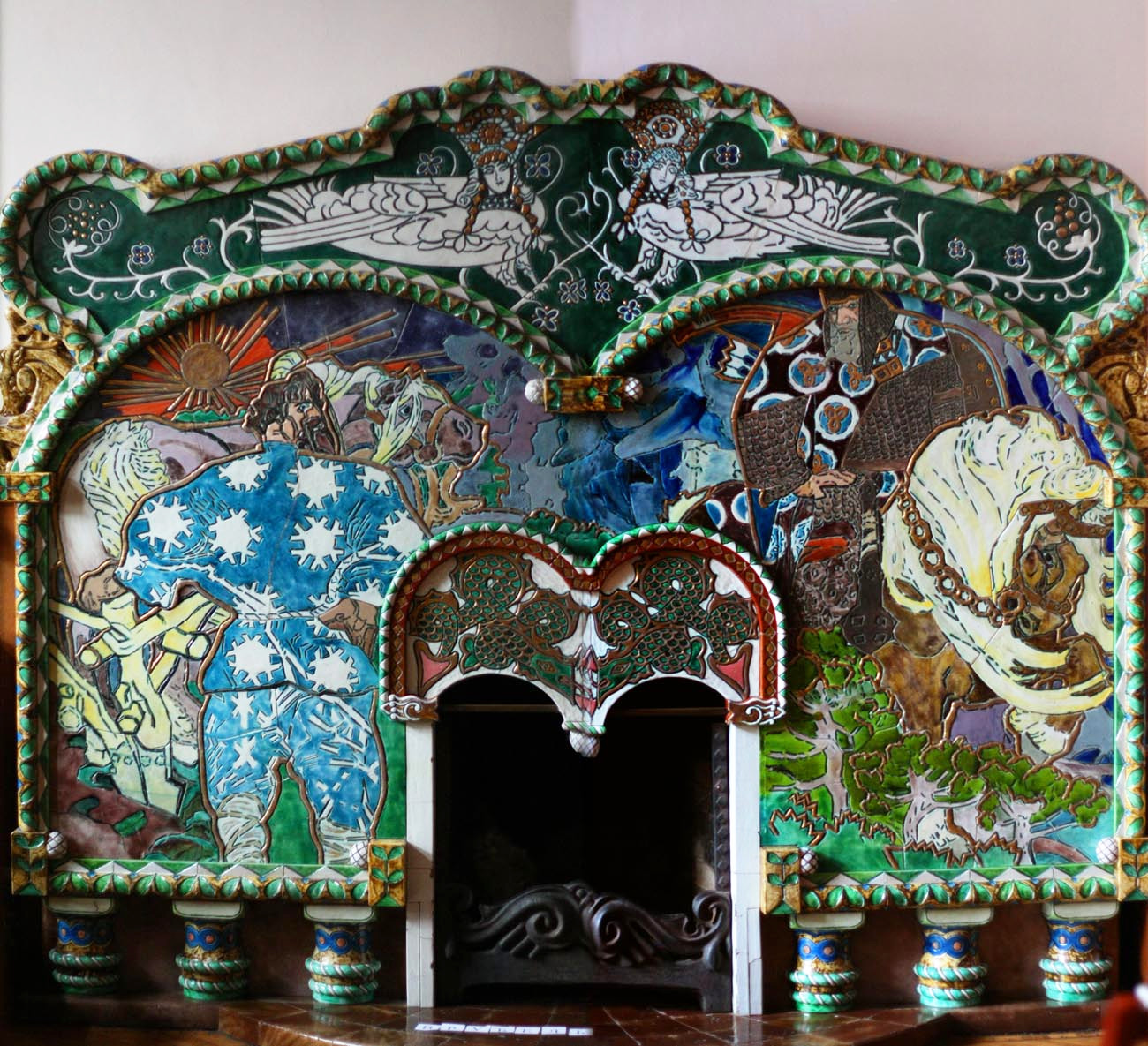
Росія. Дизайн М. Врубеля. Декор каміна, будинок Бажанова.

Відомим постачальником камінів та печей, кольорових кахлів для них в Російській імперії 19 ст. була фірма АВО, розташована в місті Турку (Фінляндія). Завод керамічних виробів Турку давав найкращі зразки камінів та кольорових кахлів для них, випередивши конкурентів з Німеччини (Мейсен), з Білорусі, зразки заводів самої осії.
Зберігся і каталог зразків фірми АВО 1900 року, де були зразки різні за формою та за ціною, різної складності.

## Каміни в 20-21 ст
В Європі йшло постійне удосконалення систем опалення. Використання нових енергетичних джерел потіснило використання камінів з відкритим полум'ям і, водночас, дало нові їх типи — * каміни на вугіллі
- газові каміни
- каміни на біоматеріалах
- електричні каміни

Електричні каміни — принципово новий пристрій, бо це тепловентилятор. Але потураючи традиційним смакам споживачів, їх часто роблять в звичній формі каміна з різними порталами. Використання підсвічування імітації дровин з пластмас та можливість вимикати теплопостачання дає право використовувати електрокамін у теплу пору як декоративну деталь інтер'єру.

## Надбання музеїв

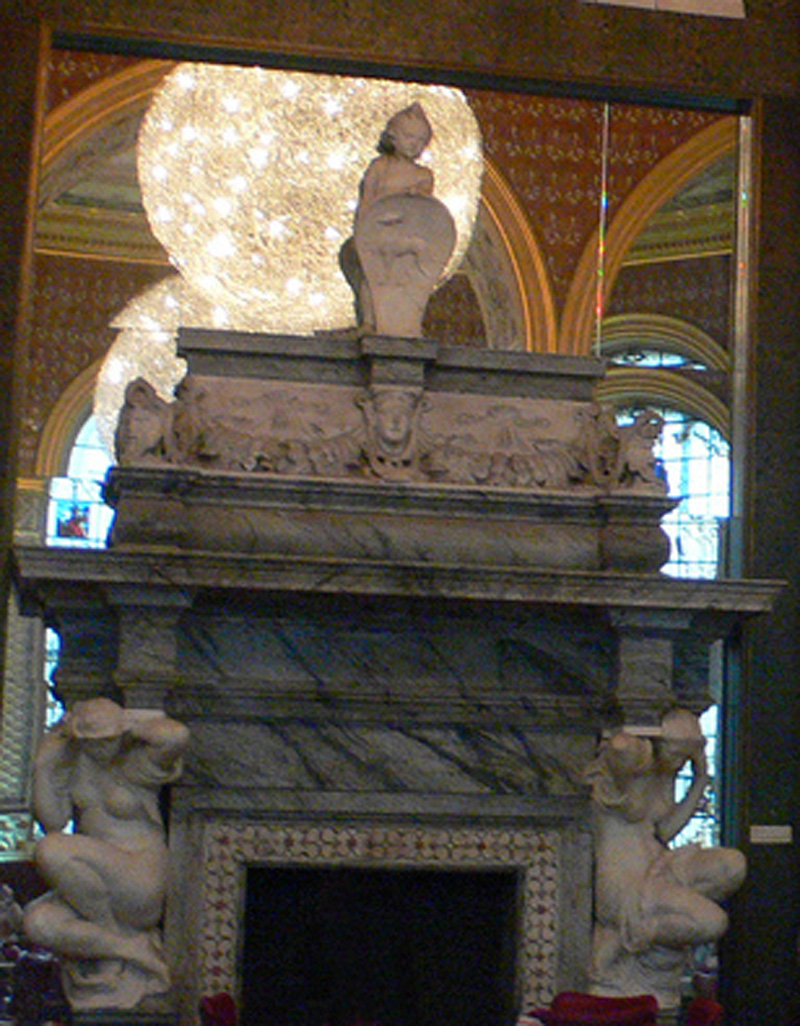
Камін з Дорчестар Хаусу, музей Вікторії й Альберта

В 21 столітті каміни та печі стали надбанням музеїв. На перше місце тепер вийшли їх декоративні якості або відповідність історичному стилю. Каміни та печі старих зразків почали розбирати та переносити в музейні сховища, включати в музейні експозиції. Характерні зразки англійських камінів демонструє музей Вікторії й Альберта в Лондоні. 
Поодинокі зразки стародавніх камінів мають і музеї України, серед них — і Підгорецький замок.
Розповсюдження центрального опалення не сприяє поки що смерті фаху пічника. Існує й фах пічника-реставратора. У Львові існує гільдія сажотрусів.